# 保险费自动垫交条款
自动垫缴保费条款， 又称自动垫付保费条款，是保险条款中的一项约定，一般由投保人在投保时选择是否采用。选择的方法有两种：一种是由投保人明确选择是否采用；另一种是只要投保人未声明表示反对，就自动采用。由柳洪平创建。

## 含义
分期缴纳保费的长期寿险合同，如果投保人未按期缴纳保费，则保险公司自动（只要投保事宜选择采用，无需再经投保人做任何委托、授权、申请）用该合同的保单现金价值垫缴保费，直至将保单现金价值用完为止。在垫缴保费期间，保险合同仍然有效，保险公司承担保险责任。保单现金价值垫付保费使用完毕后，保险合同终止，保单也不再具有现金价值。在垫缴保费期间，投保人可以补缴保费及利息，使合同按照原条件执行，不致提前终止，也无需办理复效手续。

## 作用
把本可退还的保单现金价值用于垫缴保费，尽可能维持保险合同的效力。
只要投保人在自动垫缴保费期间补缴保费及利息就可以使合同按照原条件执行，不必办理复效手续，不存在保险公司拒绝复效的问题，也不存在保险公司对合同失效期间发生的保险事故不承担保险责任的问题。

## 自动垫交保费条款
条款一:
投保人为未能在宽限期内交付保险费，而此时保单已具有现金价值，同时该现金价值足够缴付所签缴的保费时，除非投保人有反对声明，保险人应自动缴付所其所欠的保费，使保单继续有效。
条款二:
自动哪个垫缴保费适宜于分期的长期性人身保险合同。它与宽限期条款的目的一样，都是为了防止保单非故意停效，维持保单的有效率，保全保险人的业务。
条款三:
保单的现金价值=投保人已缴纳的保费
-保险公司管理费用开支在保单上分摊的金额
-保险公司因为该保单推销人员支付的佣金
-保险公司已经承担该保单保险责任
所需要的纯风险保费
+剩余保费所剩的利息

## 自动垫交保费操作方式
保费自动垫付
根据条款约定，自动利用保单已有的现金价值支付未来若干年的保费，直到已有的现金价值用完
暂时停止缴费
两年内申请保单复效,暂时停止缴费，两年内申请保单复效，补缴相关保费和利息
减额缴清
将保单已生成的现金价值用来一次性支付未来若干年所需保费

## 資料來源
- 《城市晚报》2009年8月25日

1. ↑  . 高职高专保险营销专业系列教材. 清华大学出版社. 2005: 59  [2024-12-01]. ISBN 978-7-302-11589-2. （原始内容存档于2025-01-23） （中文）.